# Umberto Guarnieri
Umberto Guarnieri (Milano, 2 maggio 1919 – 26 maggio 1973) è stato un calciatore italiano, di ruolo attaccante o centrocampista.

## Caratteristiche tecniche
Giocava nei ruoli di centravanti e mezzala.

## Carriera
Cresciuto nel Gloria F.C. (piccola formazione milanese partecipante ai campionati uliciani), passa poi alle giovanili dell'Ambrosiana Inter, dove resta fino al 1936.
In seguito milita nel Como, dove aveva realizza 29 in due campionati di Prima Divisione (quarto livello), e nel 1938 torna all'Ambrosiana. Dopo una prima stagione da rincalzo (3 presenze e 2 reti) si rivela nell'annata 1939-1940, quando sostituisce Giuseppe Meazza rimasto inattivo a causa di problemi al piede; va a segno in 15 occasioni su 22 incontri disputati, risultando il vice-capocannoniere del torneo alle spalle di Aldo Boffi e contribuendo attivamente alla vittoria dei nerazzurri in campionato.
Nell'annata successiva Guarnieri non viene schierato con continuità e va a segno in 6 occasioni su 13 incontri disputati, così come nella stagione 1941-1942 (2 reti su 14 presenze). Viene quindi ceduto al Padova, in Serie B, dove trova nuovamente con regolarità la via della rete (15 realizzazioni su 29 presenze).
Dopo l'interruzione bellica, durante la quale milita brevemente nella Cremonese e nel Milano, passa al Legnano. In maglia lilla disputa 4 campionati di Serie B, totalizzando 55 reti in 128 presenze. Nel 1949 torna in massima serie trasferendosi alla Pro Patria, dove resta quattro anni - fino alla retrocessione nell'annata 1952-1953 - realizzando in totale 26 reti.
Nel 1953 si trasferisce al Brescia, in Serie B, quindi chiude la carriera in Serie C con la maglia del Piacenza. Nell'estate 1955 viene squalificato a vita per l'illecito tra Udinese e Pro Patria risalente al 31 maggio 1953, quando militava nella formazione bustocca.
In carriera ha totalizzato complessivamente 174 presenze e 51 reti in Serie A e 170 presenze e 74 reti in Serie B.

## Palmarès
- Campionato italiano: 1

Ambrosiana-Inter: 1939-1940
- Coppa Italia: 1

Ambrosiana-Inter: 1938-1939